# Ляшки (гміна)
Гміна Ляшки (пол. Gmina Laszki) — сільська гміна у східній Польщі. Належить до Ярославського повіту Підкарпатського воєводства. Місцева влада знаходиться у селі Ляшки.
Станом на 31 грудня 2011 у гміні проживало 7044 особи.

## Територія
Згідно з даними за 2007 рік площа гміни становила 137.85 км², у тому числі:
- орні землі: 72.00%
- ліси: 17.00%

Таким чином, площа гміни становить 13.39% площі повіту.

## Населення
Станом на 31 грудня 2011:
| Опис     | Загалом | Загалом | Чоловіки | Чоловіки | Жінки | Жінки |
| -------- | ------- | ------- | -------- | -------- | ----- | ----- |
| одиниця  | осіб    | %       | осіб     | %        | осіб  | %     |
| все      | 7044    | 100     | 3551     | 50.41    | 3493  | 49.59 |
| міське   | 0       | 100     | 0        |          | 0     |       |
| сільське | 7044    | 100     | 3551     | 50.41    | 3493  | 49.59 |

## Солтиства
- Бобрівка
- Буковина
- Харитони
- Чернявка
- Коженіца
- Ляшки
- М’якиш Старий
- М’якиш Новий
- Тухля
- Ветлин
- Ветлин Перший
- Ветлин Третій
- Ветлин-Осада
- Висоцько

Село Тухля-Осада не має власного солтиства і входить до солтиства Тухля.

## Історія
Об'єднана сільська гміна Ляшки утворена в Ярославському повіті 1 серпня 1934 року з дотогочасних гмін сіл:
- Бобрівка
- Чернявка
- Корениця
- Ляшки
- Маковисько
- М’якиш Старий
- М’якиш Новий
- Ришкова Воля
- Тухля
- Вілька Жапалівська
- Заліська Воля
- Жапалів

У середині вересня 1939 року німці окупували територію гміни, однак вже 26 вересня 1939 року мусили відступити, оскільки за пактом Ріббентропа-Молотова вона належала до радянської зони впливу. 27.11.1939 постановою Верховної Ради УРСР гміна включена до Любачівського повіту. 17 січня 1940 року територія ввійшла до Ляшківського району Львівської області. В червні 1941, з початком Радянсько-німецької війни, територія знову була окупована німцями. В липні 1944 року радянські війська оволоділи цією територією.
У жовтні 1944 року західні райони Львівської області віддані Польщі, а українське населення вивезено до СРСР та на понімецькі землі.

## Сусідні гміни
Гміна Ляшки межує з такими гмінами: В'язівниця, Великі Очі, Олешичі, Радимно, Радимно, Ярослав.